# Familie Partnerschaft Recht
Bei der Zeitschrift Familie, Partnerschaft, Recht (FPR) handelte es sich um eine juristische Fachzeitschrift (ISSN 0947-2045), die von 1995 bis 2013 erschien. Sie war als interdisziplinäres Fachjournal für die anwaltliche Praxis konzipiert. Neben der FamRZ und der FuR gehörte sie zu den führenden juristischen Zeitschriften auf dem Gebiet des Familienrechts.
Die FPR erschien jährlich in zehn Heften. Dabei ist jedes Heft ein „Schwerpunktheft“ zu einem familienrechtlichen Thema. In der FPR wurden die Themen dabei nicht nur aus juristischer, sondern auch aus sozialwissenschaftlicher, pädagogischer und psychologischer Sichtweise betrachtet.
Die FPR erschien seit 1995 im Verlag C.H. Beck. Die Redaktion hatte ihren Sitz in Frankfurt am Main.
Sie ging in der Neuen Zeitschrift für Familienrecht auf.